# 卡瑟尔-戈尔齐希
卡瑟尔-戈尔齐希（德語：Kasel-Golzig）是德国勃兰登堡州的市镇，隶属于达默-施普雷瓦尔德县。总面积为34.35平方千米，截至2023年12月31日总人口为664人。